# Église Saint-Pierre-Saint-Paul (Paris 18e arrondissement)
Pour les articles homonymes, voir Église Saint-Pierre-et-Saint-Paul.
L’église Saint-Pierre-Saint-Paul est une église, située rue Charles-Hermite dans le 18e arrondissement de Paris,.[source insuffisante]
C'est un lieu de mission de la Communauté du Chemin Neuf.

## Description
Ce bâtiment de plan rectangulaire, situé en haut d'un perron, reproduit l'apparence des immeubles voisins grâce à des armatures en béton remplies de brique. Tandis que l'avant-nef sert de salle d'accueil, la façade comprend un porche en béton et est éclairée par des ouvertures jumelées.

## Historique
Cette chapelle a été édifiée par l'Œuvre des Chantiers du Cardinal pour le quartier Charles-Hermite, loti trente années auparavant, et enclavé entre le boulevard Ney et le boulevard périphérique.